# Zosterops conspicillatus
Zosterops conspicillatus е вид птица от семейство Zosteropidae. Видът е застрашен от изчезване.

## Разпространение
Видът е разпространен в Северни Мариански острови.